# Troisième district congressionnel du Minnesota
Le 3e district congressionnel du Minnesota englobe les banlieues des comtés de Hennepin et Anoka à l'ouest, au sud et au nord de Minneapolis. Le district, qui a principalement un caractère suburbain, comprend quelques communautés agricoles à l'extrême ouest ainsi que des zones suburbaines intérieures à l'est. Le district comprend les villes cols bleus de Brooklyn Park et Coon Rapids au nord-est, Bloomington aux revenus moyens au sud et Eden Prairie, Edina, Maple Grove, Plymouth, Minnetonka et Wayzata à l'ouest. La Démocrate Kelly Morrison représente actuellement le district.
Le 3e district congressionnel a le revenu médian des ménages le plus élevé parmi les districts du Minnesota, avec un revenu médian des ménages de 100 867 $, contre la moyenne de l'État de 74 593 $. 12 % des résidents du 3e district sont des immigrants ; les plus grands pays d'origine sont l'Inde, le Mexique, le Laos, le Libéria et le Vietnam. Les plus grandes populations d'immigrants du district sont concentrées à Brooklyn Park, l'une des villes les plus culturellement diversifiées du Minnesota, ainsi qu'à Eden Prairie et Bloomington.
L’élection de 2024 opposera le Républicain Tad Jude et la Démocrate Kelly Morrison. Il a été décrit comme « résolument discret », se distinguant par un manque de publicités d'attaque ou de publicité en général.

## Géographie
| #  | Comté    | Siège       | Population |
| -- | -------- | ----------- | ---------- |
| 3  | Anoka    | Anoka       | 372 441    |
| 53 | Hennepin | Minneapolis | 1 258 713  |

### Villes et townships de 10 000 habitants ou plus
- Bloomington - 87 797
- Brooklyn Park - 82 017
- Plymouth - 78 683
- Maple Grove - 70 582
- Coon Rapids - 62 785
- Eden Prairie - 62 476
- Minnetonka - 52 544
- Edina - 52 437
- Ramsey - 28 333
- Chanhassen - 26 224
- Champlin - 23 112
- Hopkins - 18 269
- Anoka - 17 921
- Rogers - 13 500

### Villes de 2 500 à 10 000 habitants
- Mound - 9398
- Orono - 8315
- Minnetrista - 8262
- Shorewood - 7783
- Dayton - 7262
- Medina - 6837
- Corcoran - 6185
- Wayzata - 4338
- Deephaven - 3899
- Independence - 3755
- Greenfield - 2903
- Osseo - 2688

## Historique de vote
| Année | Poste      | Résultats                 |
| ----- | ---------- | ------------------------- |
| 2000  | Président  | Bush 50,0 % - 46,0 %      |
| 2004  | Président  | Bush 51,0 % - 48,0 %      |
| 2008  | Président  | Obama 52,0 % - 46,0 %     |
| 2012  | Président  | Obama 49,6 % - 48,8 %     |
| 2016  | Président  | Clinton 50,8 % - 41,4 %   |
| 2018  | Sénat      | Klobuchar 62,3 % - 34,7 % |
| 2020  | Président  | Biden 58,7 % - 39,2 %     |
| 2022  | Gouverneur | Tim Walz 59,2 % - 38,13 % |

## Liste des Représentants du district
| Membre                          | Parti            | Années                          | Congrès     | Histoire électorale | Zone géographique                                                                                      |
| ------------------------------- | ---------------- | ------------------------------- | ----------- | --- | --- |
| District établit le 4 mars 1873 |                  |                                 |             | | |
| John T. Averill (en)            | Républicain      | 4 mars 1873 - 3 mars 1875       | 43e         | Redécoupage depuis le 2e district et réélu en 1872. Retrait. | 1873–1883                                                                                              |
| William S. King (en)            | Républicain      | 4 mars 1875 - 3 mars 1877       | 44e         | Élu en 1874. Retrait. | 1873–1883                                                                                              |
| Jacob H. Stewart (en)           | Républicain      | 4 mars 1877 - 3 mars 1879       | 45e         | Élu en 1876. Retrait. | 1873–1883                                                                                              |
| William D. Washburn (en)        | Républicain      | 4 mars 1879 - 3 mars 1883       | 46e , 47e   | Élu en 1878. Réélu en 1880. Redécoupage vers le 4e district. | 1873–1883                                                                                              |
| Horace B. Strait (en)           | Républicain      | 4 mars 1883 - 3 mars 1887       | 48e , 49e   | Redécoupage depuis le 2e district et réélu en 1882. Réélu en 1884. Perd sa réélection.                                                                                                   | 1883–1893 Carver, Chippewa, Dakota, Goodhue, Kandiyohi, McLeod, Meeker, Renville, Rice, Scott et Swift |
| John L. MacDonald (en)          | Démocrate        | 4 mars 1887 - 3 mars 1889       | 50e         | Élu en 1886. Perd sa réélection. | 1883–1893 Carver, Chippewa, Dakota, Goodhue, Kandiyohi, McLeod, Meeker, Renville, Rice, Scott et Swift |
| Darwin Hall (en)                | Républicain      | 4 mars 1889 - 3 mars 1891       | 51e         | Élu en 1888. Perd sa réélection. | 1883–1893 Carver, Chippewa, Dakota, Goodhue, Kandiyohi, McLeod, Meeker, Renville, Rice, Scott et Swift |
| Osee M. Hall (en)               | Démocrate        | 4 mars 1891 - 3 mars 1895       | 52e , 53e   | Élu en 1890. Réélu en 1892. Perd sa réélection. | 1883–1893 Carver, Chippewa, Dakota, Goodhue, Kandiyohi, McLeod, Meeker, Renville, Rice, Scott et Swift |
| Osee M. Hall (en)               | Démocrate        | 4 mars 1891 - 3 mars 1895       | 52e , 53e   | Élu en 1890. Réélu en 1892. Perd sa réélection. | 1893–1903 Carver, Dakota, Goodhue, Le Sueur, McLeod, Meeker, Renville, Rice, Scott et Sibley           |
| Joel Heatwole (en)              | Républicain      | 4 mars 1895 - 3 mars 1903       | 54e - 57e   | Élu en 1894. Réélu en 1896. Réélu en 1898. Réélu en 1900. Retrait. | |
| Charles Russell Davis (en)      | Républicain      | 4 mars 1903 - 3 mars 1925       | 58e - 68e   | Élu en 1902. Réélu en 1904. Réélu en 1906. Réélu en 1908. Réélu en 1910. Réélu en 1912. Réélu en 1914. Réélu en 1916. Réélu en 1918. Réélu en 1920. Réélu en 1922. Perd sa renomination. | 1903–1915                                                                                              |
| Charles Russell Davis (en)      | Républicain      | 4 mars 1903 - 3 mars 1925       | 58e - 68e   | Élu en 1902. Réélu en 1904. Réélu en 1906. Réélu en 1908. Réélu en 1910. Réélu en 1912. Réélu en 1914. Réélu en 1916. Réélu en 1918. Réélu en 1920. Réélu en 1922. Perd sa renomination. | 1915–1933 Carver, Dakota, Goodhue, Le Sueur, McLeod, Nicollet, Rice, Scott, Sibley et Washington       |
| August H. Andresen (en)         | Républicain      | 4 mars 1925 - 3 mars 1933       | 69e - 72e   | Élu en 1924. Réélu en 1926. Réélu en 1928. Réélu en 1930. Redécoupage vers le district at-large et perd sa réélection.                                                                   | |
| District inactif                | District inactif | 4 mars 1933 - 3 janvier 1935    | 73e         | Représentants élus at-large | Représentants élus at-large                                                                            |
| Ernest Lundeen (en)             | Farmer-Labor     | 3 janvier 1935 - 3 janvier 1937 | 74e         | Redécoupage depuis le district at-large et réélu en 1934. Retrait pour se présenter comme Sénateur des États-Unis.                                                                       | 1935–1963 Anoka, Chisago, Isanti et Washington, parties d'Hennepin                                     |
| Henry Teigan (en)               | Farmer-Labor     | 3 janvier 1937 - 3 janvier 1939 | 75e         | Élu en 1936. Perd sa réélection. | 1935–1963 Anoka, Chisago, Isanti et Washington, parties d'Hennepin                                     |
| John G. Alexander (en)          | Républicain      | 3 janvier 1939 - 3 janvier 1941 | 76e         | Élu en 1938. Perd sa renomination. | 1935–1963 Anoka, Chisago, Isanti et Washington, parties d'Hennepin                                     |
| Richard Pillsbury Gale (en)     | Républicain      | 3 janvier 1941 - 3 janvier 1945 | 77e , 78e   | Élu en 1940. Réélu en 1942. Perd sa réélection. | 1935–1963 Anoka, Chisago, Isanti et Washington, parties d'Hennepin                                     |
| William Gallagher (en)          | Démocrate (DFL)  | 3 janvier 1945 - 13 août 1946   | 79e         | Élu en 1944. Décès. | 1935–1963 Anoka, Chisago, Isanti et Washington, parties d'Hennepin                                     |
| Vacant                          | Vacant           | 13 août 1946 - 3 janvier 1947   | 79e         | | 1935–1963 Anoka, Chisago, Isanti et Washington, parties d'Hennepin                                     |
| George MacKinnon (en)           | Républicain      | 3 janvier 1947 - 3 janvier 1949 | 80e         | Élu en 1946. Perd sa réélection. | 1935–1963 Anoka, Chisago, Isanti et Washington, parties d'Hennepin                                     |
| Roy Wier (en)                   | Démocrate (DFL)  | 3 janvier 1949 - 3 janvier 1961 | 81e - 86e   | Élu en 1948. Réélu en 1950. Réélu en 1952. Réélu en 1954. Réélu en 1956. Réélu en 1958. Perd sa réélection.                                                                              | 1935–1963 Anoka, Chisago, Isanti et Washington, parties d'Hennepin                                     |
| Clark MacGregor (en)            | Républicain      | 3 janvier 1961 - 3 janvier 1971 | 87e - 91e   | Élu en 1960. Réélu en 1962. Réélu en 1964. Réélu en 1966. Réélu en 1968. Retrait pour se présenter comme Sénateur des États-Unis.                                                        | 1935–1963 Anoka, Chisago, Isanti et Washington, parties d'Hennepin                                     |
| Clark MacGregor (en)            | Républicain      | 3 janvier 1961 - 3 janvier 1971 | 87e - 91e   | Élu en 1960. Réélu en 1962. Réélu en 1964. Réélu en 1966. Réélu en 1968. Retrait pour se présenter comme Sénateur des États-Unis.                                                        | 1963–1973 Anoka, parties d'Hennepin                                                                    |
| Bill Frenzel (en)               | Républicain      | 3 janvier 1971                  | 92e - 101e  | Élu en 1970. Réélu en 1972. Réélu en 1974. Réélu en 1976. Réélu en 1978. Réélu en 1980. Réélu en 1982. Réélu en 1984. Réélu en 1986. Réélu en 1988. Retrait.                             | |
| Bill Frenzel (en)               | Républicain      | 3 janvier 1971                  | 92e - 101e  | Élu en 1970. Réélu en 1972. Réélu en 1974. Réélu en 1976. Réélu en 1978. Réélu en 1980. Réélu en 1982. Réélu en 1984. Réélu en 1986. Réélu en 1988. Retrait.                             | 1973–1983                                                                                              |
| Bill Frenzel (en)               | Républicain      | 3 janvier 1971                  | 92e - 101e  | Élu en 1970. Réélu en 1972. Réélu en 1974. Réélu en 1976. Réélu en 1978. Réélu en 1980. Réélu en 1982. Réélu en 1984. Réélu en 1986. Réélu en 1988. Retrait.                             | 1983–1993 Parties de Carver, Dakota, Goodhue, Hennepin et Scott                                        |
| Jim Ramstad (en)                | Républicain      | 3 janvier 1991 - 3 janvier 2009 | 102e - 110e | Élu en 1990. Réélu en 1992. Réélu en 1994. Réélu en 1996. Réélu en 1998. Réélu en 2000. Réélu en 2002. Réélu en 2004. Réélu en 2006. Retrait.                                            | |
| Jim Ramstad (en)                | Républicain      | 3 janvier 1991 - 3 janvier 2009 | 102e - 110e | Élu en 1990. Réélu en 1992. Réélu en 1994. Réélu en 1996. Réélu en 1998. Réélu en 2000. Réélu en 2002. Réélu en 2004. Réélu en 2006. Retrait.                                            | 1993–1995 Parties de Dakota, Hennepin, Scott et Washington                                             |
| Jim Ramstad (en)                | Républicain      | 3 janvier 1991 - 3 janvier 2009 | 102e - 110e | Élu en 1990. Réélu en 1992. Réélu en 1994. Réélu en 1996. Réélu en 1998. Réélu en 2000. Réélu en 2002. Réélu en 2004. Réélu en 2006. Retrait.                                            | 1995–2003 Parties de Dakota, Hennepin, Scott et Washington                                             |
| Jim Ramstad (en)                | Républicain      | 3 janvier 1991 - 3 janvier 2009 | 102e - 110e | Élu en 1990. Réélu en 1992. Réélu en 1994. Réélu en 1996. Réélu en 1998. Réélu en 2000. Réélu en 2002. Réélu en 2004. Réélu en 2006. Retrait.                                            | 2003–2013 Parties d'Anoka et Hennepin                                                                  |
| Erik Paulsen                    | Républicain      | 3 janvier 2009 - 3 janvier 2019 | 111e - 115e | Élu en 2008. Réélu en 2010. Réélu en 2012. Réélu en 2014. Réélu en 2016. Perd sa réélection.                                                                                             | |
| Erik Paulsen                    | Républicain      | 3 janvier 2009 - 3 janvier 2019 | 111e - 115e | Élu en 2008. Réélu en 2010. Réélu en 2012. Réélu en 2014. Réélu en 2016. Perd sa réélection.                                                                                             | 2013–2023 Parties d'Anoka, Carver et Hennepin                                                          |
| Dean Phillips                   | Démocrate (DFL)  | 3 janvier 2019 - 3 janvier 2025 | 116e - 118e | Élu en 2018. Réélu en 2020. Réélu en 2022. Retrait. | |
| Dean Phillips                   | Démocrate (DFL)  | 3 janvier 2019 - 3 janvier 2025 | 116e - 118e | Élu en 2018. Réélu en 2020. Réélu en 2022. Retrait. | 2023–Présent Parties d'Anoka et Hennepin                                                               |
| Kelly Morrison                  | Démocrate (DFL)  | 3 janvier 2025 - en cours       | 119e        | Élue en 2024. | |

## Résultats des récentes élections
Voici les résultats des dix précédents cycles électoraux dans le district.

### 2004
| Élection de 2004 du 3e district congressionnel du Minnesota | Élection de 2004 du 3e district congressionnel du Minnesota | Élection de 2004 du 3e district congressionnel du Minnesota | Élection de 2004 du 3e district congressionnel du Minnesota | Élection de 2004 du 3e district congressionnel du Minnesota |
| ----------------------------------------------------------- | ----------------------------------------------------------- | ----------------------------------------------------------- | ----------------------------------------------------------- | ----------------------------------------------------------- |
| Parti                                                       | Parti                                                       | Candidat                                                    | Votes                                                       | %                                                           |
|                                                             | Républicain                                                 | Jim Ramstad (en) (sortant)                                  | 231 871                                                     | 64,7                                                        |
|                                                             | Démocrate (DFL)                                             | Deborah Watts                                               | 126 665                                                     | 35,3                                                        |
| Total des votes                                             | Total des votes                                             | Total des votes                                             | 127 536                                                     | 100%                                                        |
|                                                             | Les Républicains conservent                                 |                                                             |                                                             |                                                             |

### 2006
| Élection de 2006 du 3e district congressionnel du Minnesota | Élection de 2006 du 3e district congressionnel du Minnesota | Élection de 2006 du 3e district congressionnel du Minnesota | Élection de 2006 du 3e district congressionnel du Minnesota | Élection de 2006 du 3e district congressionnel du Minnesota |
| ----------------------------------------------------------- | ----------------------------------------------------------- | ----------------------------------------------------------- | ----------------------------------------------------------- | ----------------------------------------------------------- |
| Parti                                                       | Parti                                                       | Candidat                                                    | Votes                                                       | %                                                           |
|                                                             | Républicain                                                 | Jim Ramstad (en) (sortant)                                  | 184 355                                                     | 64,9                                                        |
|                                                             | Démocrate (DFL)                                             | Wendy Wilde                                                 | 99 599                                                      | 35,0                                                        |
| Total des votes                                             | Total des votes                                             | Total des votes                                             | 283 954                                                     | 100%                                                        |
|                                                             | Les Républicains conservent                                 |                                                             |                                                             |                                                             |

### 2008
| Élection de 2008 du 3e district congressionnel du Minnesota | Élection de 2008 du 3e district congressionnel du Minnesota | Élection de 2008 du 3e district congressionnel du Minnesota | Élection de 2008 du 3e district congressionnel du Minnesota | Élection de 2008 du 3e district congressionnel du Minnesota |
| ----------------------------------------------------------- | ----------------------------------------------------------- | ----------------------------------------------------------- | ----------------------------------------------------------- | ----------------------------------------------------------- |
| Parti                                                       | Parti                                                       | Candidat                                                    | Votes                                                       | %                                                           |
|                                                             | Républicain                                                 | Erik Paulsen (sortant)                                      | 179 032                                                     | 48,5                                                        |
|                                                             | Démocrate (DFL)                                             | Ashwin Madia                                                | 150 863                                                     | 40,9                                                        |
|                                                             | Indépendance                                                | David Dillon                                                | 38 987                                                      | 10,6                                                        |
| Total des votes                                             | Total des votes                                             | Total des votes                                             | 368 882                                                     | 100%                                                        |
|                                                             | Les Républicains conservent                                 |                                                             |                                                             |                                                             |

### 2010
| Élection de 2010 du 3e district congressionnel du Minnesota | Élection de 2010 du 3e district congressionnel du Minnesota | Élection de 2010 du 3e district congressionnel du Minnesota | Élection de 2010 du 3e district congressionnel du Minnesota | Élection de 2010 du 3e district congressionnel du Minnesota |
| ----------------------------------------------------------- | ----------------------------------------------------------- | ----------------------------------------------------------- | ----------------------------------------------------------- | ----------------------------------------------------------- |
| Parti                                                       | Parti                                                       | Candidat                                                    | Votes                                                       | %                                                           |
|                                                             | Républicain                                                 | Erik Paulsen (sortant)                                      | 161 177                                                     | 58,8                                                        |
|                                                             | Démocrate (DFL)                                             | Jim Meffert                                                 | 100 240                                                     | 36,6                                                        |
|                                                             | Indépendance                                                | Jon Oleson                                                  | 12 508                                                      | 4,6                                                         |
| Total des votes                                             | Total des votes                                             | Total des votes                                             | 273 925                                                     | 100%                                                        |
|                                                             | Les Républicains conservent                                 |                                                             |                                                             |                                                             |

### 2012
| Élection de 2012 du 3e district congressionnel du Minnesota | Élection de 2012 du 3e district congressionnel du Minnesota | Élection de 2012 du 3e district congressionnel du Minnesota | Élection de 2012 du 3e district congressionnel du Minnesota | Élection de 2012 du 3e district congressionnel du Minnesota |
| ----------------------------------------------------------- | ----------------------------------------------------------- | ----------------------------------------------------------- | ----------------------------------------------------------- | ----------------------------------------------------------- |
| Parti                                                       | Parti                                                       | Candidat                                                    | Votes                                                       | %                                                           |
|                                                             | Républicain                                                 | Erik Paulsen (sortant)                                      | 222 335                                                     | 58,10                                                       |
|                                                             | Démocrate (DFL)                                             | Brian Barnes                                                | 159 937                                                     | 41,79                                                       |
|                                                             | Write-In                                                    | Write-In                                                    | 433                                                         | 0,11                                                        |
| Total des votes                                             | Total des votes                                             | Total des votes                                             | 382 705                                                     | 100%                                                        |
|                                                             | Les Républicains conservent                                 |                                                             |                                                             |                                                             |

### 2014
| Élection de 2014 du 3e district congressionnel du Minnesota | Élection de 2014 du 3e district congressionnel du Minnesota | Élection de 2014 du 3e district congressionnel du Minnesota | Élection de 2014 du 3e district congressionnel du Minnesota | Élection de 2014 du 3e district congressionnel du Minnesota |
| ----------------------------------------------------------- | ----------------------------------------------------------- | ----------------------------------------------------------- | ----------------------------------------------------------- | ----------------------------------------------------------- |
| Parti                                                       | Parti                                                       | Candidat                                                    | Votes                                                       | %                                                           |
|                                                             | Républicain                                                 | Erik Paulsen (sortant)                                      | 167 515                                                     | 62,1                                                        |
|                                                             | Démocrate (DFL)                                             | Sharon Sund                                                 | 101 846                                                     | 37,8                                                        |
| Total des votes                                             | Total des votes                                             | Total des votes                                             | 269 361                                                     | 100%                                                        |
|                                                             | Les Républicains conservent                                 |                                                             |                                                             |                                                             |

### 2016
| Élection de 2016 du 3e district congressionnel du Minnesota | Élection de 2016 du 3e district congressionnel du Minnesota | Élection de 2016 du 3e district congressionnel du Minnesota | Élection de 2016 du 3e district congressionnel du Minnesota | Élection de 2016 du 3e district congressionnel du Minnesota |
| ----------------------------------------------------------- | ----------------------------------------------------------- | ----------------------------------------------------------- | ----------------------------------------------------------- | ----------------------------------------------------------- |
| Parti                                                       | Parti                                                       | Candidat                                                    | Votes                                                       | %                                                           |
|                                                             | Républicain                                                 | Erik Paulsen (sortant)                                      | 233 075                                                     | 56,9                                                        |
|                                                             | Démocrate (DFL)                                             | Terri Bonoff                                                | 169 238                                                     | 43,1                                                        |
| Total des votes                                             | Total des votes                                             | Total des votes                                             | 402 313                                                     | 100%                                                        |
|                                                             | Les Républicains conservent                                 |                                                             |                                                             |                                                             |

### 2018
| Élection de 2016 du 3e district congressionnel du Minnesota | Élection de 2016 du 3e district congressionnel du Minnesota | Élection de 2016 du 3e district congressionnel du Minnesota | Élection de 2016 du 3e district congressionnel du Minnesota | Élection de 2016 du 3e district congressionnel du Minnesota |
| ----------------------------------------------------------- | ----------------------------------------------------------- | ----------------------------------------------------------- | ----------------------------------------------------------- | ----------------------------------------------------------- |
| Parti                                                       | Parti                                                       | Candidat                                                    | Votes                                                       | %                                                           |
|                                                             | Démocrate (DFL)                                             | Dead Phillips                                               | 202 402                                                     | 55,61                                                       |
|                                                             | Républicain                                                 | Erik Paulsen (sortant)                                      | 160 838                                                     | 44,19                                                       |
| Total des votes                                             | Total des votes                                             | Total des votes                                             | 363 240                                                     | 100%                                                        |
|                                                             | Les Démocrates (DFL) prennent aux Républicains              |                                                             |                                                             |                                                             |

### 2020
| Élection de 2020 du 3e district congressionnel du Minnesota | Élection de 2020 du 3e district congressionnel du Minnesota | Élection de 2020 du 3e district congressionnel du Minnesota | Élection de 2020 du 3e district congressionnel du Minnesota | Élection de 2020 du 3e district congressionnel du Minnesota |
| ----------------------------------------------------------- | ----------------------------------------------------------- | ----------------------------------------------------------- | ----------------------------------------------------------- | ----------------------------------------------------------- |
| Parti                                                       | Parti                                                       | Candidat                                                    | Votes                                                       | %                                                           |
|                                                             | Démocrate (DFL)                                             | Dead Phillips (sortant)                                     | 246 666                                                     | 55,61                                                       |
|                                                             | Républicain                                                 | Kendall Qualls                                              | 196 625                                                     | 44,32                                                       |
| Total des votes                                             | Total des votes                                             | Total des votes                                             | 443 291                                                     | 100%                                                        |
|                                                             | Les Démocrates (DFL) conservent                             |                                                             |                                                             |                                                             |

### 2022
Les Primaires Démocrates et Républicaines ont été annulées. Dean Phillips (D-Sortant) avancent vers l'Élection Générale.
| Élection de 2022 du 3e district congressionnel du Minnesota | Élection de 2022 du 3e district congressionnel du Minnesota | Élection de 2022 du 3e district congressionnel du Minnesota | Élection de 2022 du 3e district congressionnel du Minnesota | Élection de 2022 du 3e district congressionnel du Minnesota |
| ----------------------------------------------------------- | ----------------------------------------------------------- | ----------------------------------------------------------- | ----------------------------------------------------------- | ----------------------------------------------------------- |
| Parti                                                       | Parti                                                       | Candidat                                                    | Votes                                                       | %                                                           |
|                                                             | Démocrate (DFL)                                             | Dead Phillips (sortant)                                     | 198 883                                                     | 59,6                                                        |
|                                                             | Républicain                                                 | Tom Weiler                                                  | 134 797                                                     | 40,4                                                        |
|                                                             | Write-In                                                    | Write-In                                                    | 241                                                         | 0,1                                                         |
| Total des votes                                             | Total des votes                                             | Total des votes                                             | 333 921                                                     | 100%                                                        |
|                                                             | Les Démocrates (DFL) conservent                             |                                                             |                                                             |                                                             |

## Frontières historique du district

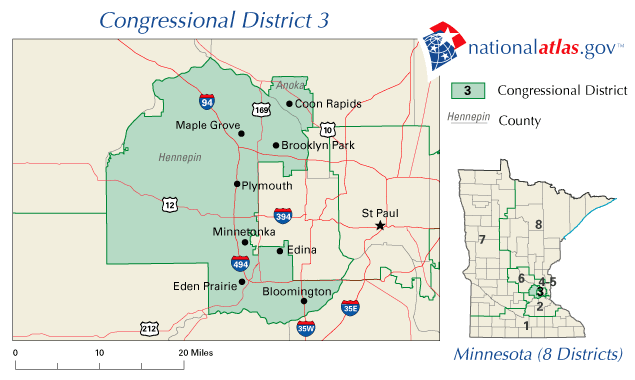
2003 - 2013

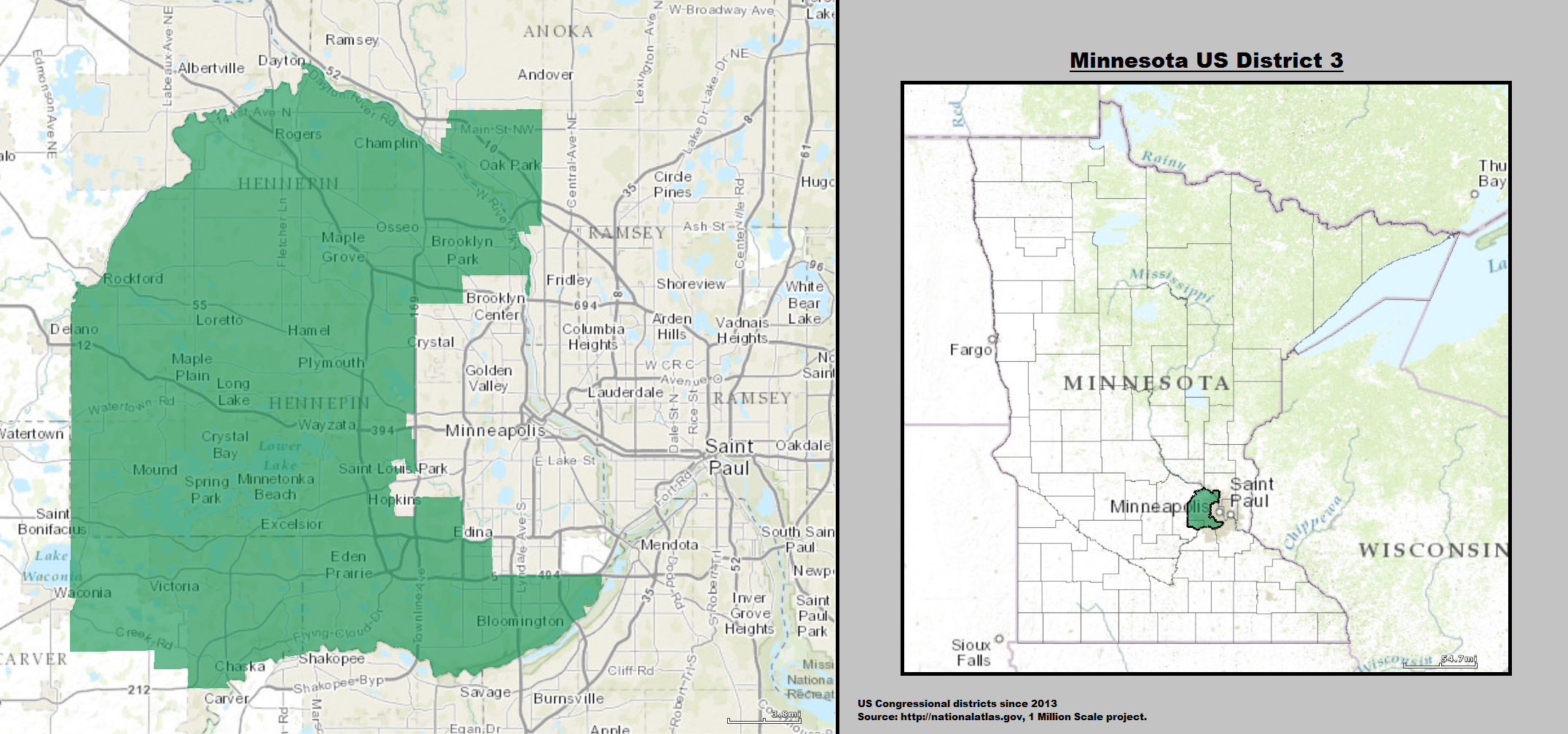
2013 - 2023

### 2024
Les Primaires Démocrates et Républicaines ont été annulées. Kelly Morrison (D) et Tad Jude (R) avancent vers l'Élection Générale.
| Élection de 2024 du 3e district congressionnel du Minnesota | Élection de 2024 du 3e district congressionnel du Minnesota | Élection de 2024 du 3e district congressionnel du Minnesota | Élection de 2024 du 3e district congressionnel du Minnesota | Élection de 2024 du 3e district congressionnel du Minnesota |
| ----------------------------------------------------------- | ----------------------------------------------------------- | ----------------------------------------------------------- | ----------------------------------------------------------- | ----------------------------------------------------------- |
| Parti                                                       | Parti                                                       | Candidat                                                    | Votes                                                       | %                                                           |
|                                                             | Démocrates (DFL)                                            | Kelly Morrison                                              | 240 209                                                     | 58,4                                                        |
|                                                             | Républicain                                                 | Tad Jud                                                     | 170 427                                                     | 41,5                                                        |
| Total des votes                                             | Total des votes                                             | Total des votes                                             | 411 140                                                     | 100 %                                                       |
|                                                             | Les Démocrates (DFL) conservent                             |                                                             |                                                             |                                                             |